# Burhaniye, Vezirköprü
Burhaniye là một xã thuộc huyện Vezirköprü, tỉnh Samsun, Thổ Nhĩ Kỳ. Dân số thời điểm năm 2010 là 82 người.